# کابرخاس دل پینار
کابرخاس دل پینار (به اسپانیایی: Cabrejas del Pinar) یک دهستان در اسپانیا است که در سریا واقع شده‌است.

## خصوصیات
کابرخاس دل پینار ۱۲۴ کیلومترمربع مساحت و ۴۸۵ نفر جمعیت دارد.